# Capparis pachaca
Capparis pachaca là một loài thực vật có hoa trong họ Capparaceae. Loài này được Kunth mô tả khoa học đầu tiên năm 1821.